# افسانه لفتی براون
افسانهٔ لفتی براون (به انگلیسی: The Ballad of Lefty Brown) فیلمی است در ژانر وسترن با نگارش و کارگردانی جرد موشه. فیلم ۲۰۱۷ آمریکاست و بیل پولمن، کتی بیکر، جیمز کاویزل، پیتر فوندا، تامی فلاناگان و مایکل اسپیرز در آن به ایفای نقش پرداخته‌اند.
فیلم داستان یک پیرمرد کابوی به نام لفتی براون (با بازی بیل پولمن) است که رفیق قدیمی‌اش -که یک سناتور هم هست- را به قتل می‌رسانند. لفتی براون در اندیشهٔ یافتن قاتل است که درگیر مشکلاتی می‌شود و توطئه‌گران خود او را متهم به قتل دوست قدیمی‌اش می‌کنند.